# (1723) Klemola
Pour les articles homonymes, voir Klemola.
(1723) Klemola est un astéroïde de la ceinture principale.

## Description
(1723) Klemola est un astéroïde de la ceinture principale. Il fut découvert le 18 mars 1936 à Turku par Yrjö Väisälä. Il présente une orbite caractérisée par un demi-grand axe de 3,01 UA, une excentricité de 0,04 et une inclinaison de 10,9° par rapport à l'écliptique.

## Nom
L'astéroïde a été nommé en l'honneur d'Irja Klemola (fi) (1898-1995), ancienne rectrice d'une école de Turku, l'une des fondateurs, et pendant de nombreuses années, secrétaire de la société Torun Ursa pour les astronomes amateurs; elle a aussi fréquemment participé au programme de planètes mineures à l'Observatoire de Turku. Cet astéroïde rend aussi hommage à Arnold R. Klemola, astronome américain qui était responsable du "proper-motion program" à l'Observatoire Lick, il est également connu pour ses observations astrométriques de comètes et de planètes mineures.
Irja Klemola était aussi un auteur pour enfants, elle a étudié les mathématiques, la physique et la chimie à l'Université d'Helsinki. Irja Klemola était également connue comme une passionnée d'espéranto. Ella a étudié la langue dès 1920 et après avoir pris sa retraite, elle a été présidente de l’Association Turun Esperanto (1962-1966) et présidente de l’Association finlandaise d’espéranto (1966-1973). Elle était membre honoraire de l'association mondiale d'espéranto (UEA) et présidente honoraire de la société finlandaise d'espéranto. Elle a également publié deux manuels d’espéranto dans les années 1980.

## Compléments